# G20

Països membres del G20
Països de la UE que no són representats de manera individual
País «convidat»

El Grup dels vint (numerònim G20) està integrat per les 19 economies més grans del món i la Unió Europea.

## Història
El G20, que va reemplaçar el Grup dels 69, va ser establert formalment durant la reunió dels ministres de finances del G-7 el 26 de setembre, 1999. La reunió inaugural es va realitzar els 15 i 16 de desembre, 1999 a Berlín, Alemanya. El G20 es va crear com a fòrum de cooperació i consulta de temes relacionats amb el sistema financer internacional. Estudia, revisa i promou la discussió entre els estats industrialitzats i emergents sobre temes polítics relacionats amb l'estabilitat financera internacional.
El G20 està conformat pels ministres de finances i governadors dels bancs centrals dels estats que integren el G7 (els Estats Units, Canadà, Alemanya, França, el Regne Unit, Japó i Itàlia), i de 12 estats més (Argentina, Austràlia, el Brasil, Xina, l'Índia, Indonèsia, Corea del Sud, Mèxic, Rússia, Aràbia Saudita, Àfrica del Sud, i Turquia), el president de la Unió Europea (si no pertany al G7), el Banc Central Europeu, el director administratiu del Fons Monetari Internacional, el president del Banc Mundial i altres ministres d'aquestes dues organitzacions internacionals.
Espanya, sent la 16a economia més gran del món i cinquena de la Unió Europea en termes de PIB nominal, és un "convidat permanent" de l'organització.

## Cimeres
|     | Data                   | País amfitrió   | Ciutat amfitriona |
| --- | ---------------------- | --------------- | ----------------- |
| 1a  | Novembre de 2008       | Estats Units    | Washington DC     |
| 2a  | Abril de 2009          | Regne Unit      | Londres           |
| 3a  | Setembre de 2009       | Estats Units    | Pittsburgh        |
| 4a  | Juny de 2010           | Canadà          | Toronto           |
| 5a  | Novembre de 2010       | Corea del Sud   | Seül              |
| 6a  | Novembre de 2011       | França          | Canes             |
| 7a  | Juny de 2012           | Mèxic           | Los Cabos         |
| 8a  | Setembre de 2013       | Rússia          | Sant Petersburg   |
| 9a  | Novembre de 2014       | Austràlia       | Brisbane          |
| 10a | Novembre de 2015       | Turquia         | Antalya           |
| 11a | Setembre de 2016       | R.P. de la Xina | Hangzhou          |
| 12a | Juliol de 2017         | Alemanya        | Hamburg           |
| 13a | Novembre-Desembre 2018 | Argentina       | Buenos Aires      |
| 14a | Juny de 2019           | Japó            | Osaka             |
| 15a | Novembre de 2020       | Aràbia Saudita  | Riad              |
| 16a | Octubre de 2021        | Itàlia          | Roma              |
| 17a | Novembre de 2022       | Indonèsia       | Bali              |
| 18a | Setembre de 2023       | Índia           | Nova Delhi        |
| 19a | Octubre de 2024        | Brasil          | Brasília          |
| 20a | Octubre de 2025        | Sud-àfrica      | Pretòria          |

## Líders actuals

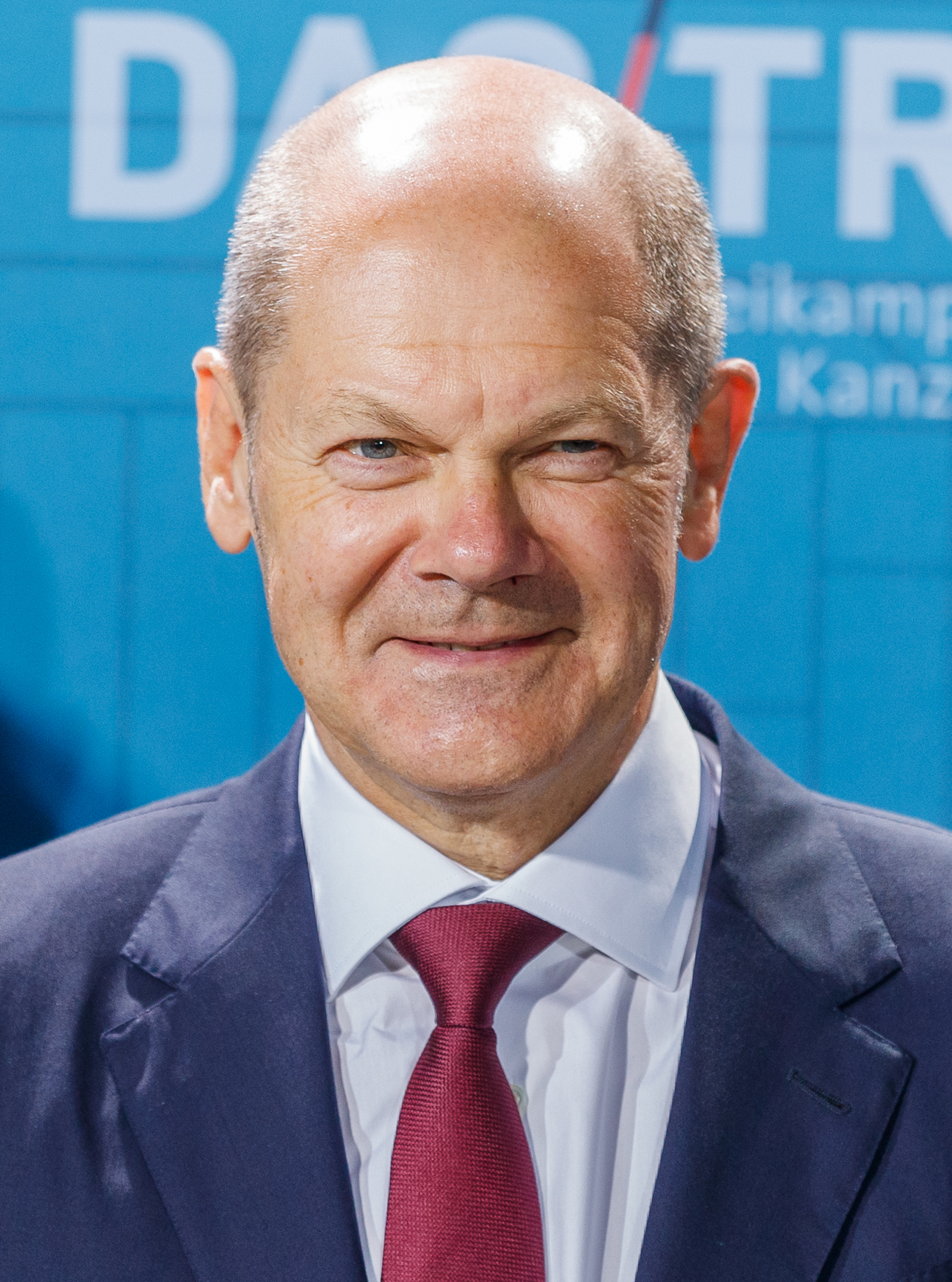
Alemanya Olaf Scholz, Canceller
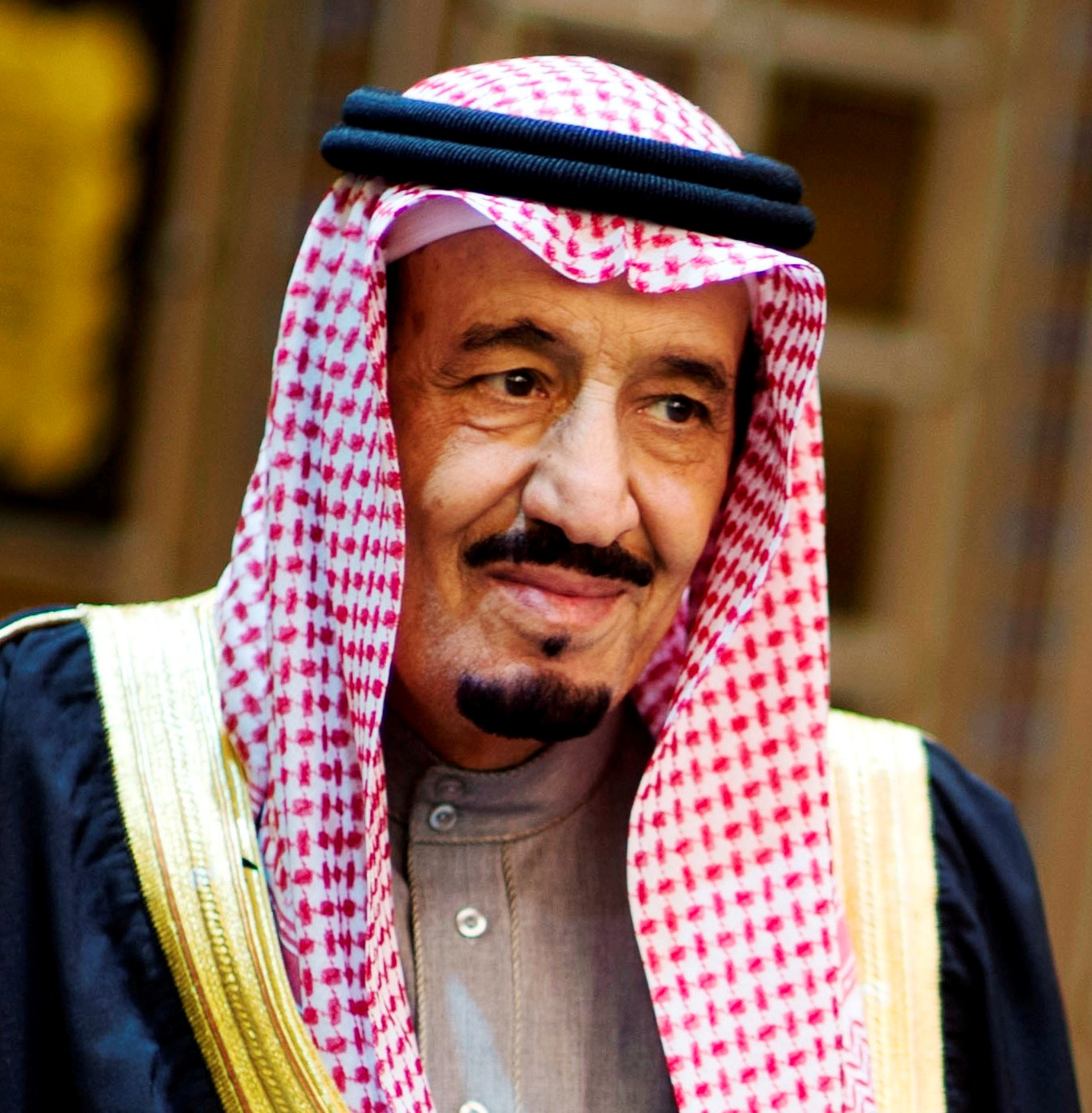
Aràbia Saudita Salman, Rei
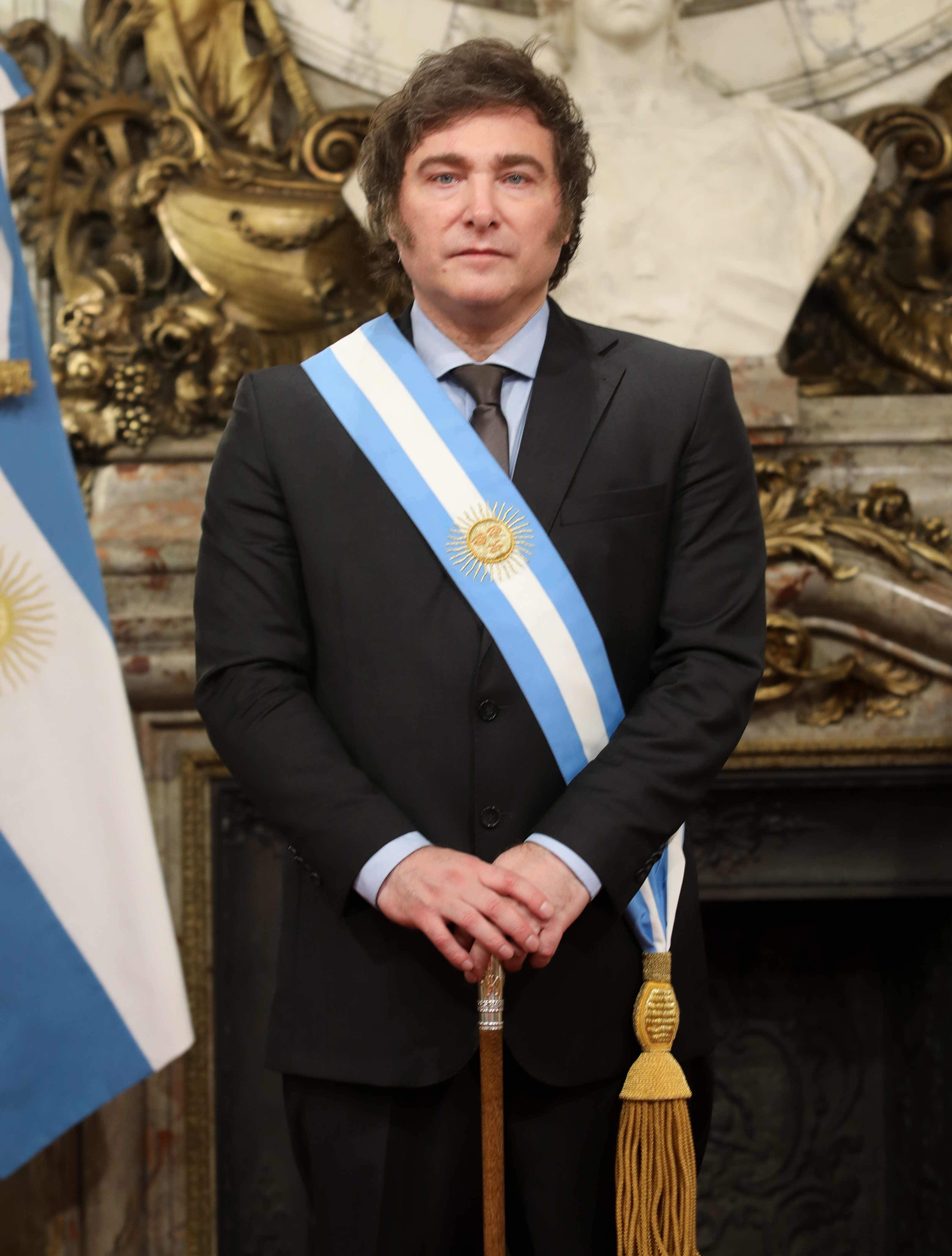
Argentina Javier Milei, President
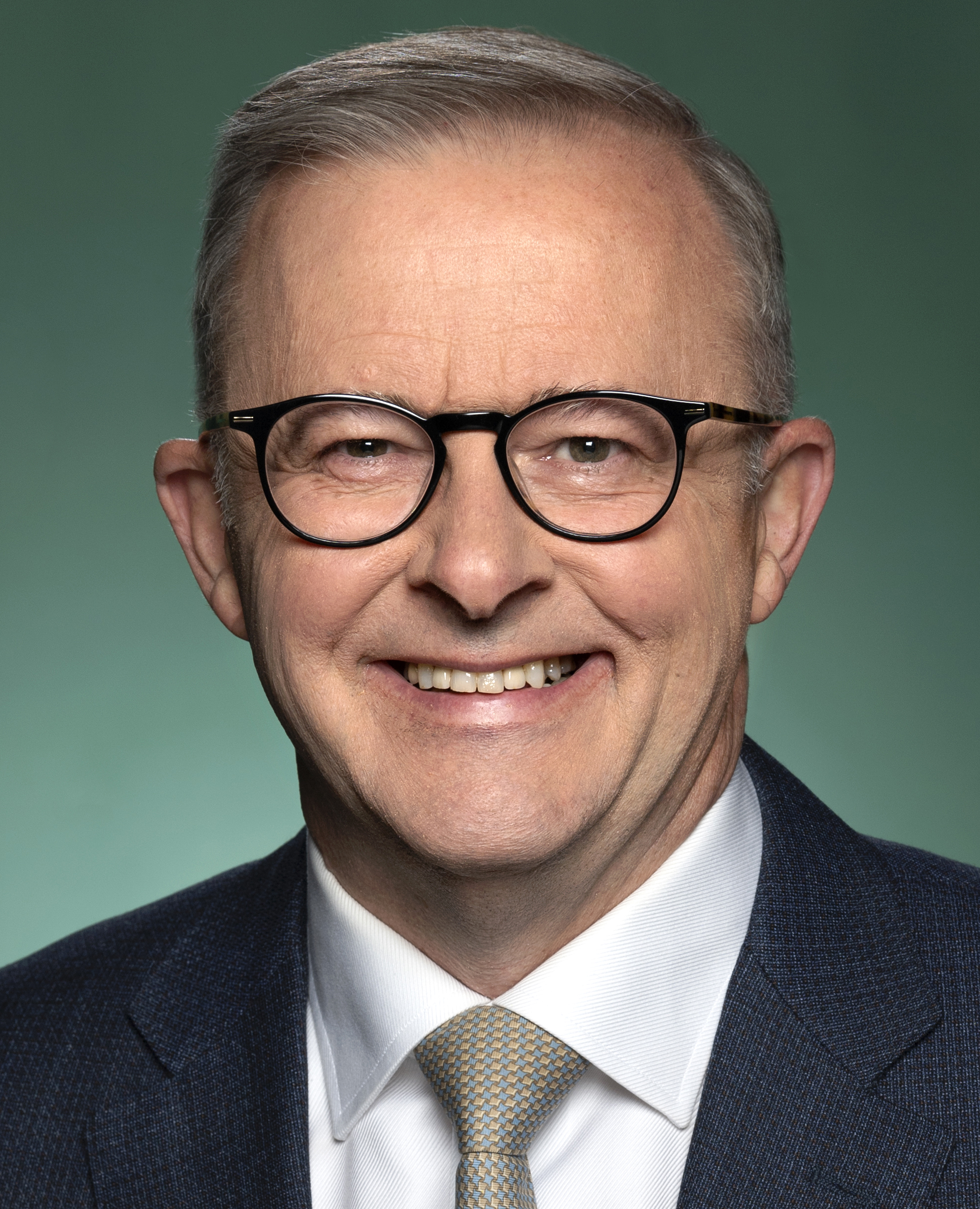
Austràlia Anthony Albanese, Primer Ministre
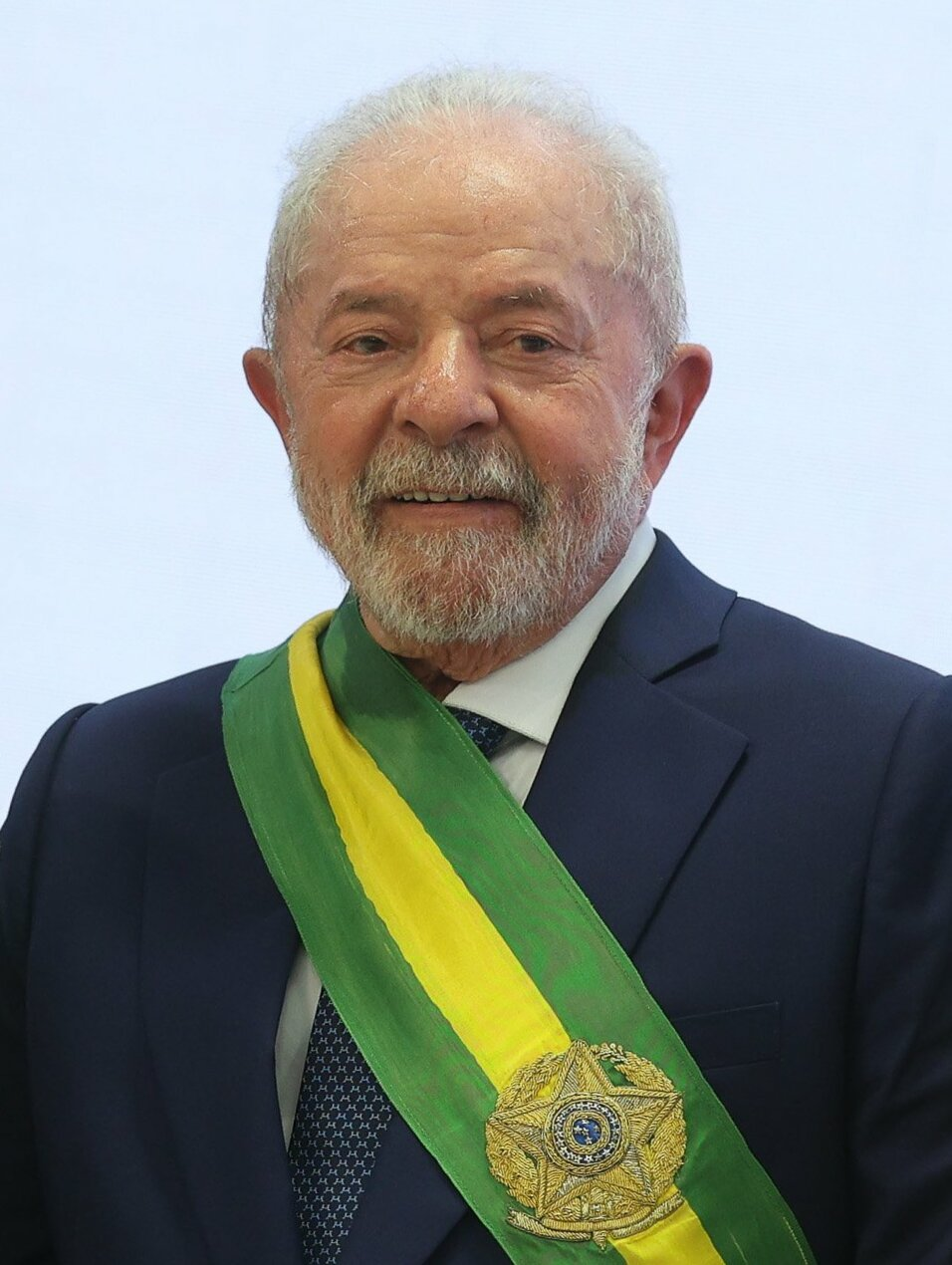
Brasil Luiz Inácio Lula da Silva, President
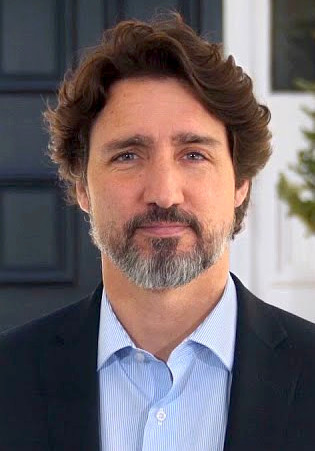
Canadà Justin Trudeau, Primer Ministre
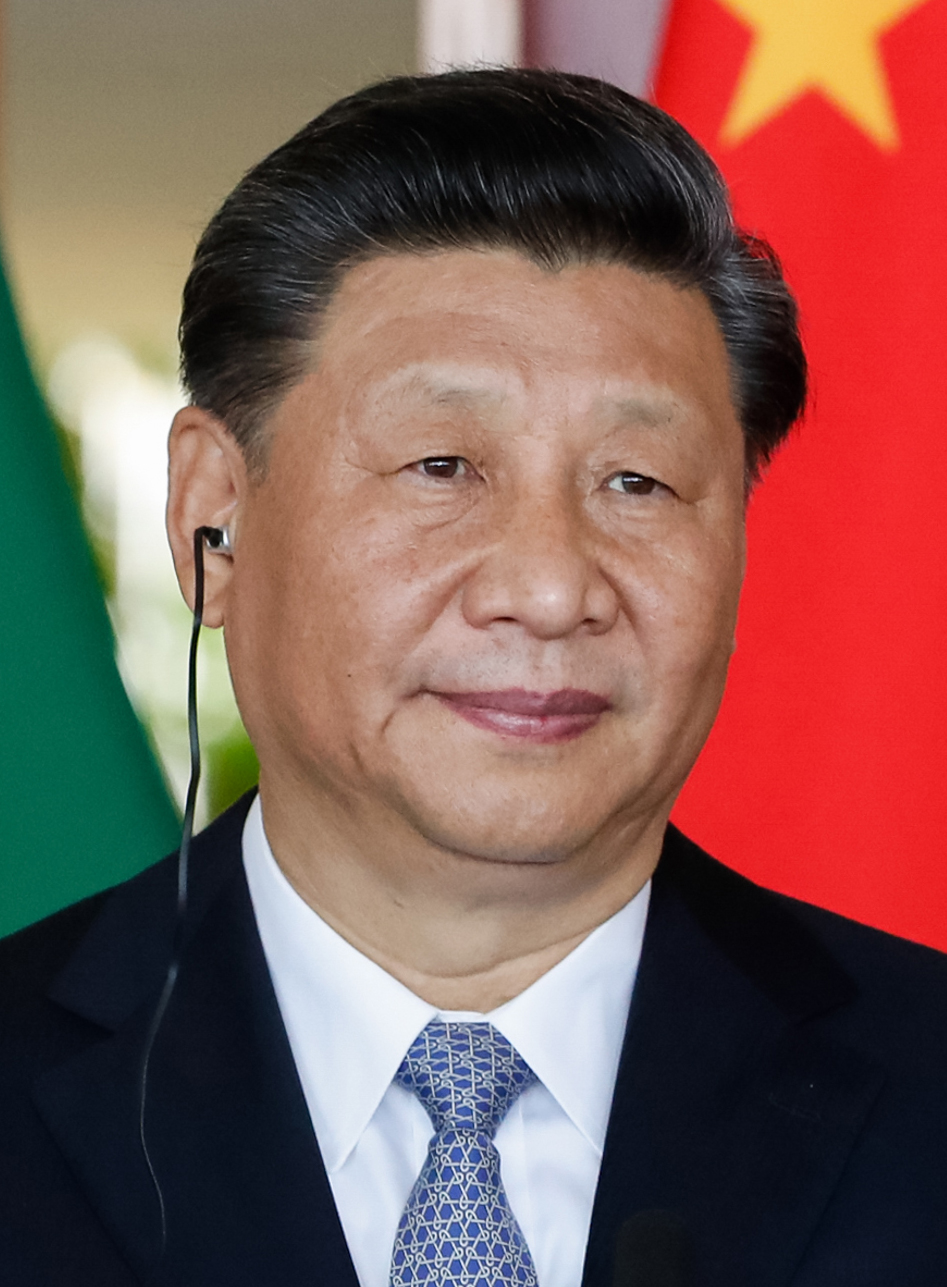
China Xi Jinping, President
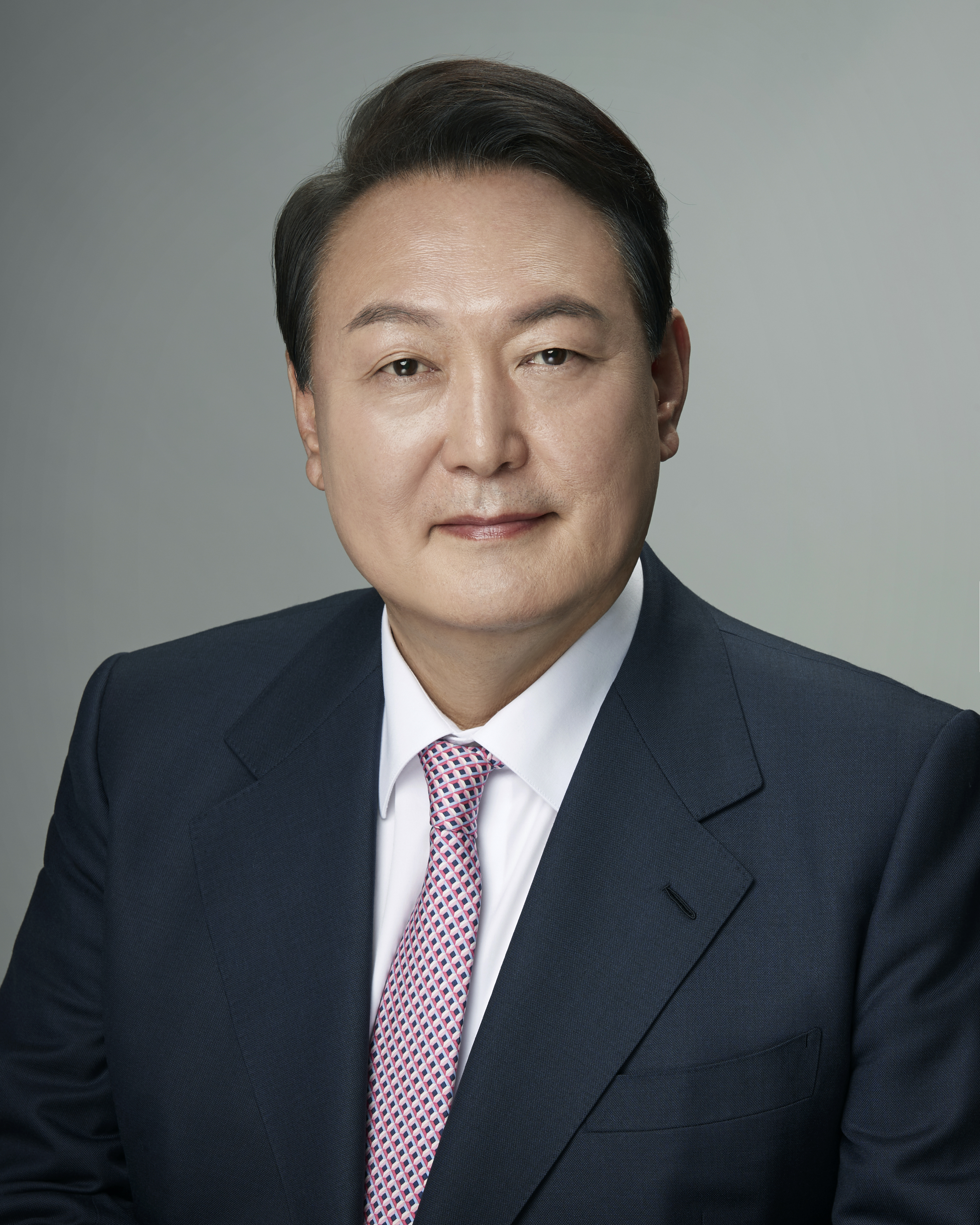
Corea del Sud Yoon Suk-yeol, President
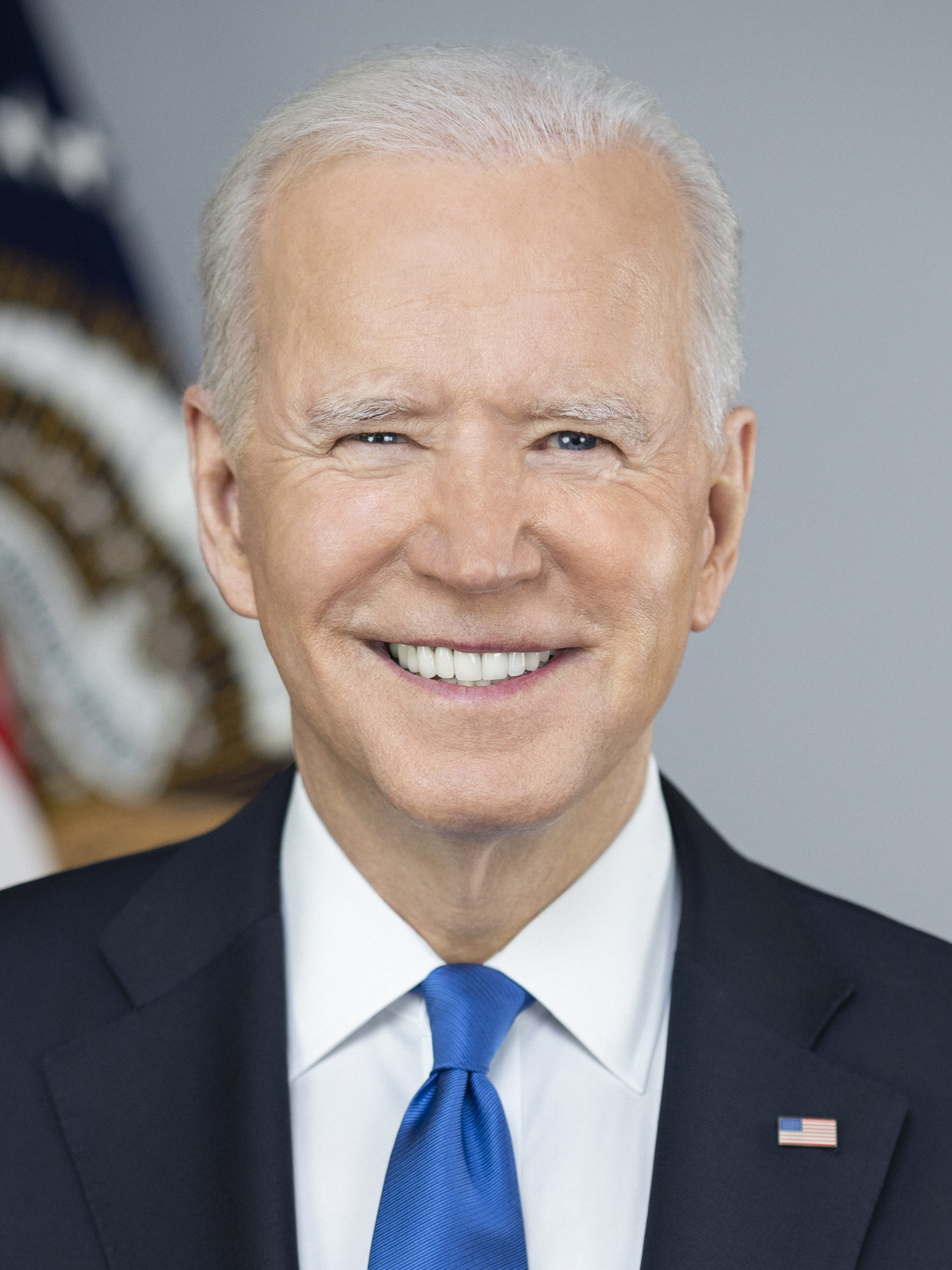
Estats Units Joe Biden, President
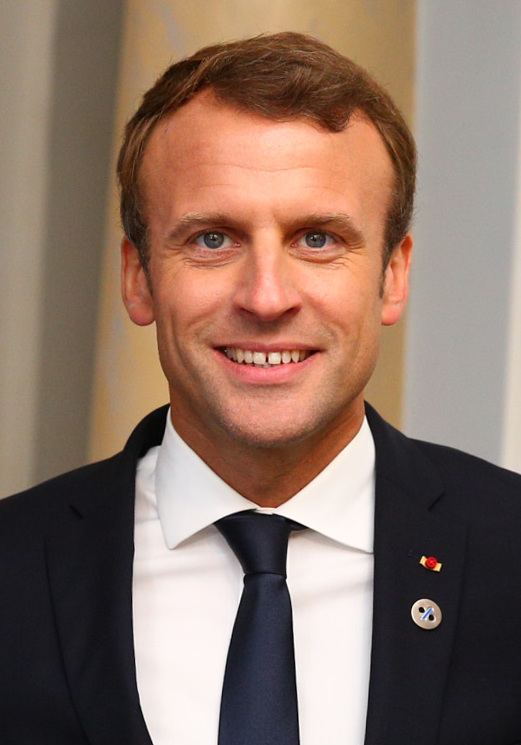
França Emmanuel Macron, President
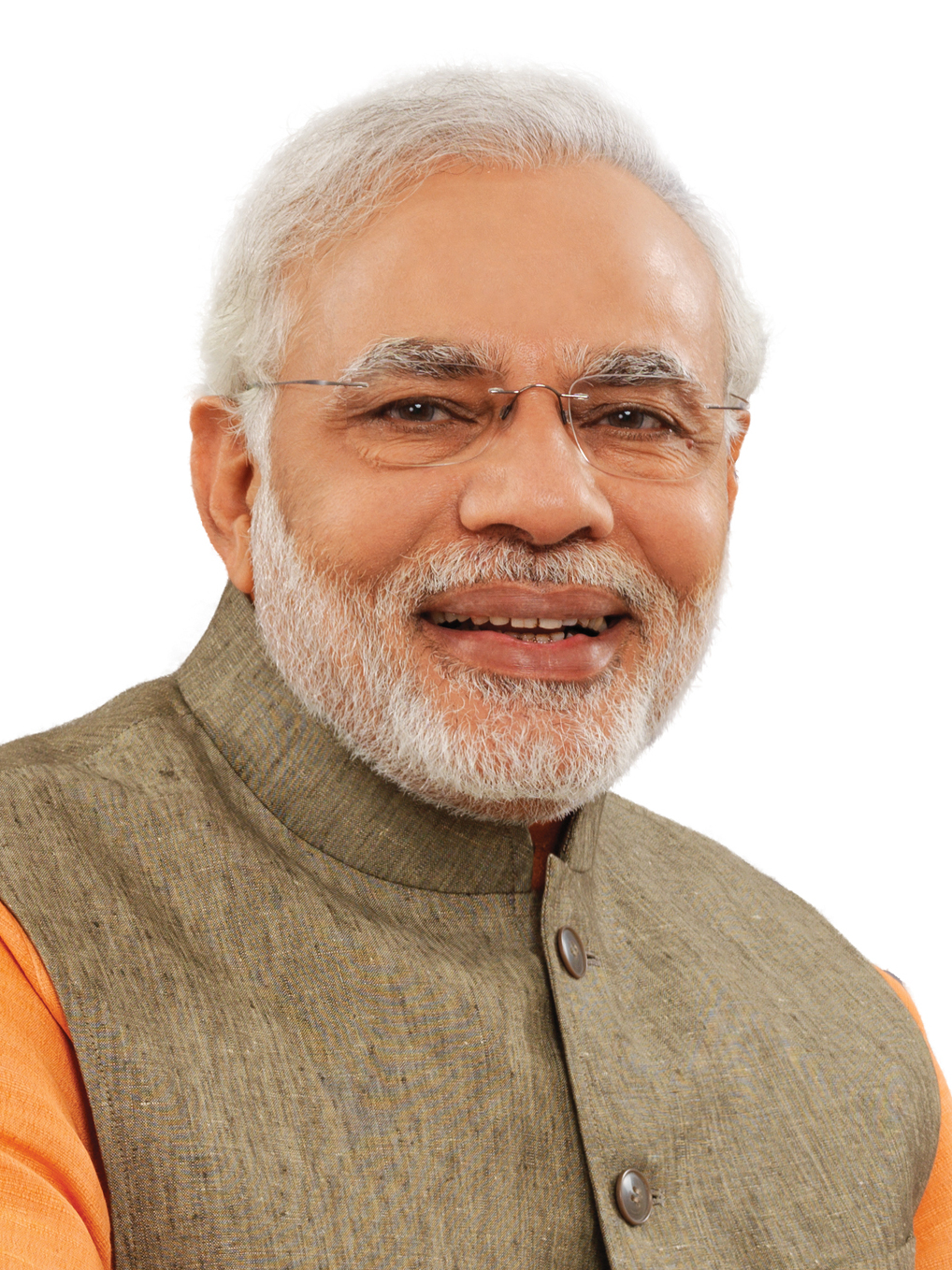
Índia Narendra Modi, Primer Ministre
Indonèsia Prabowo Subianto, President
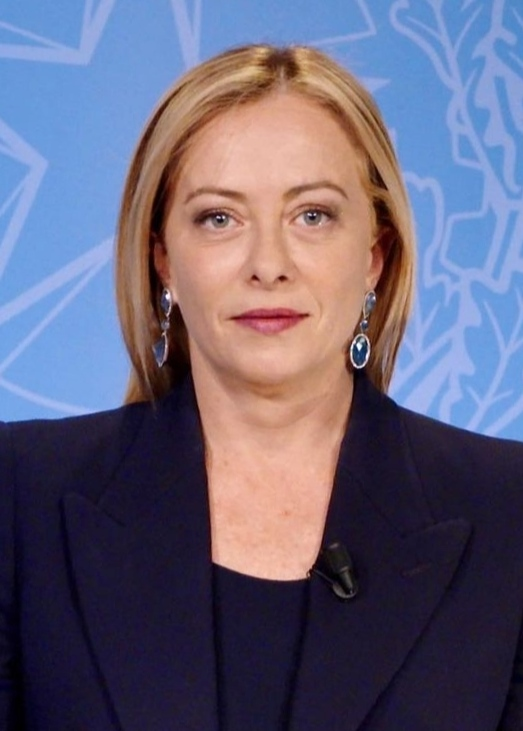
Itàlia Giorgia Meloni, Primer Ministre
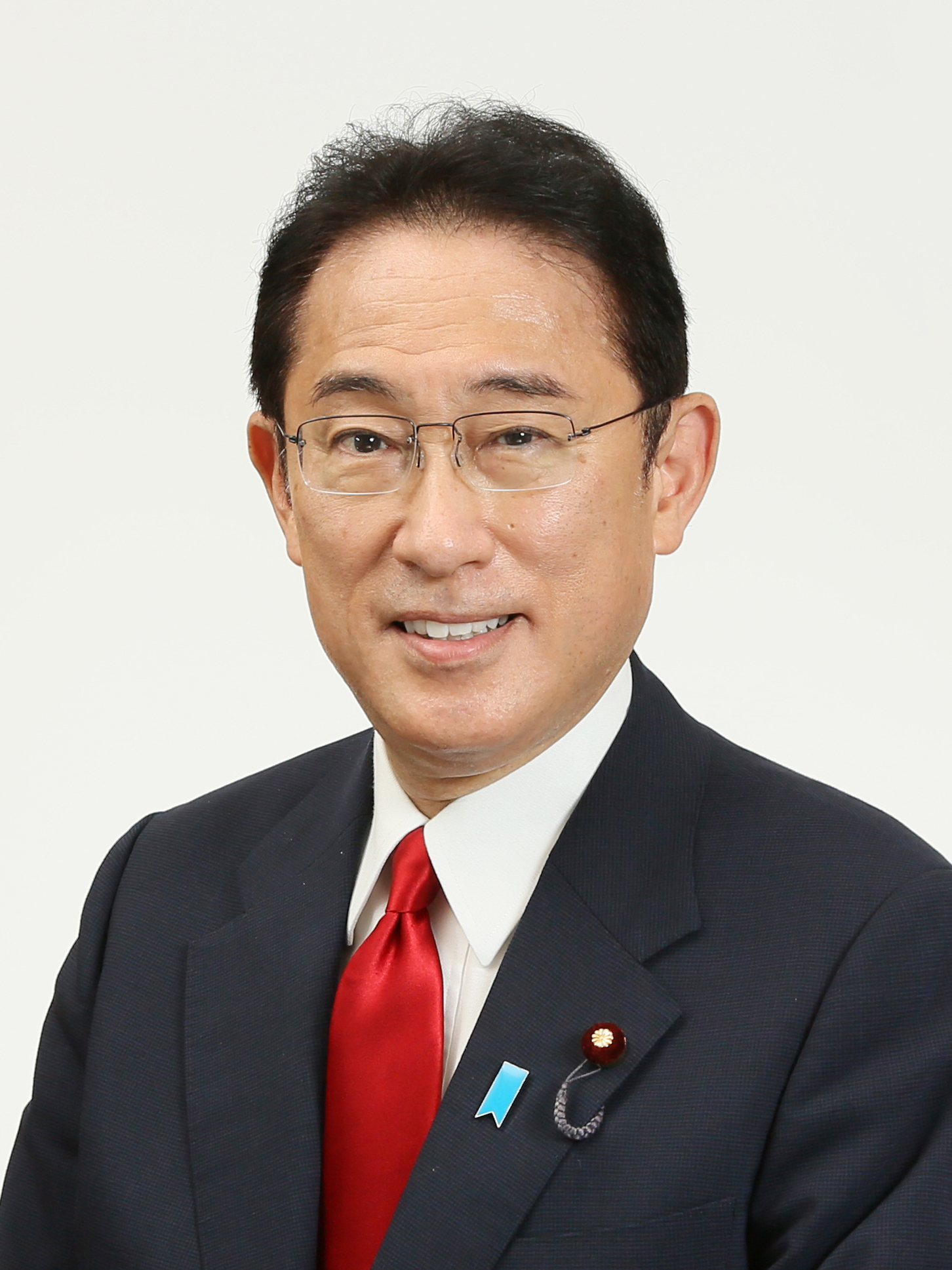
Japó Fumio Kishida, Primer Ministre
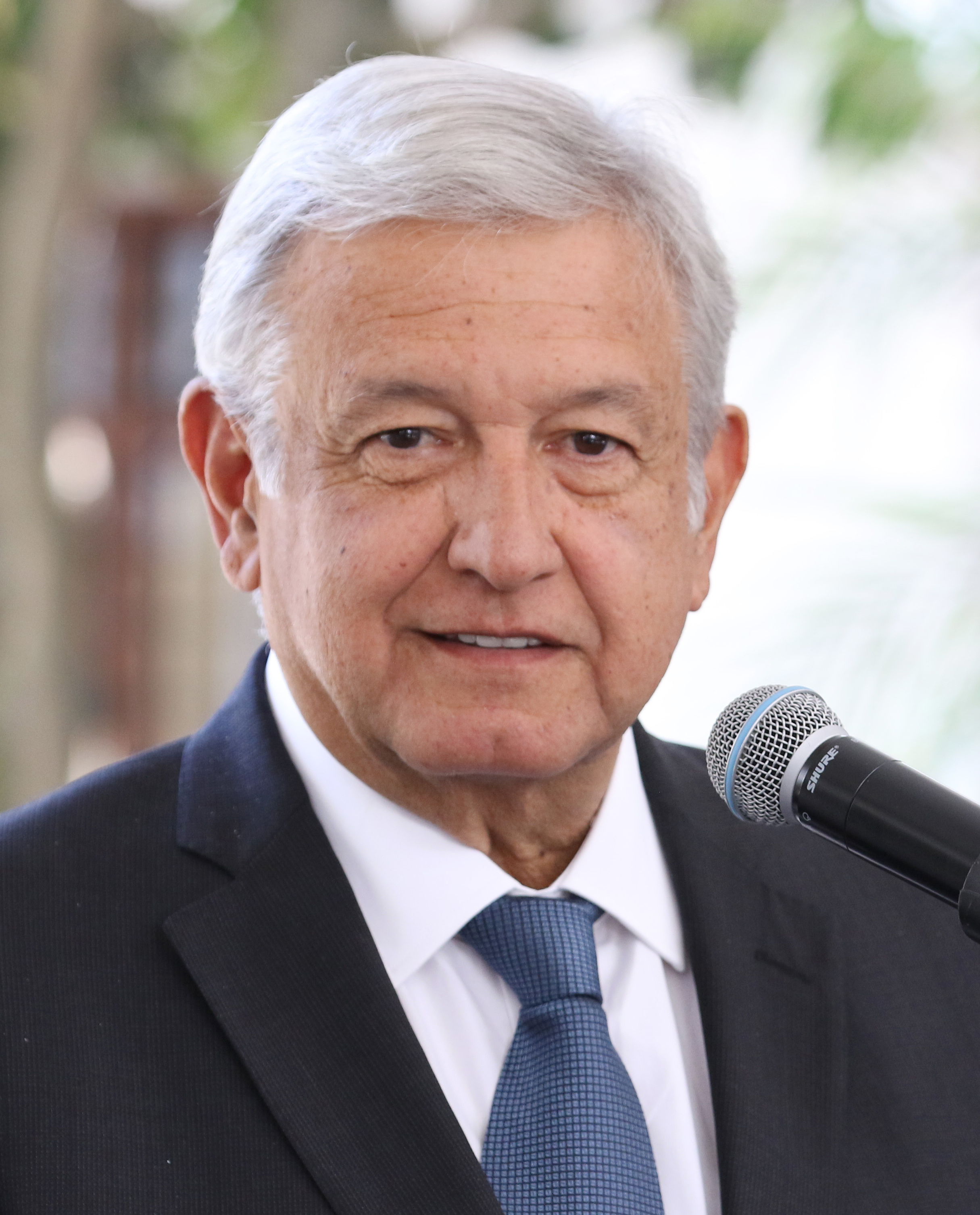
Mèxic Andrés Manuel López Obrador, President
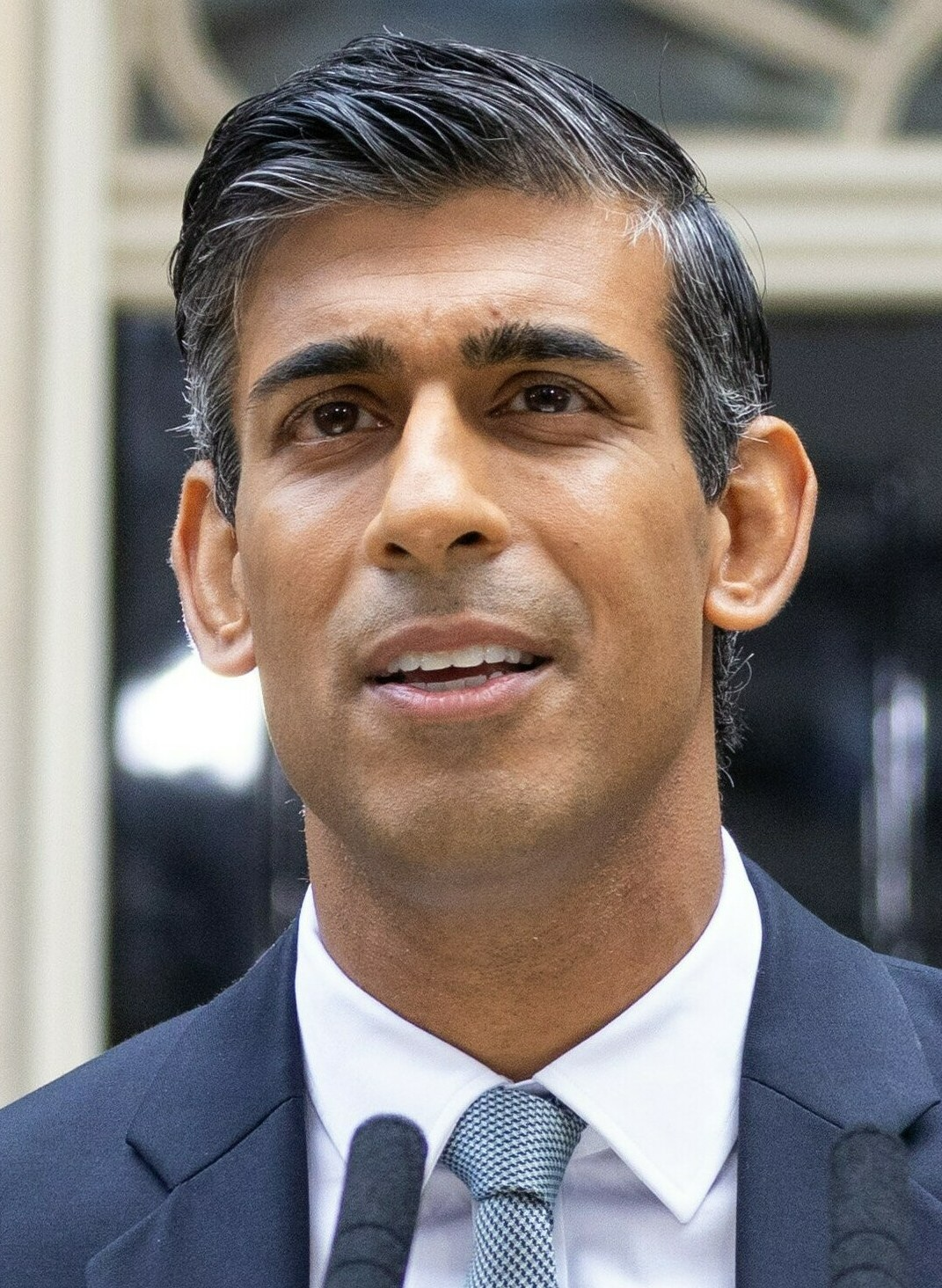
Regne Unit Rishi Sunak, Primer Ministre
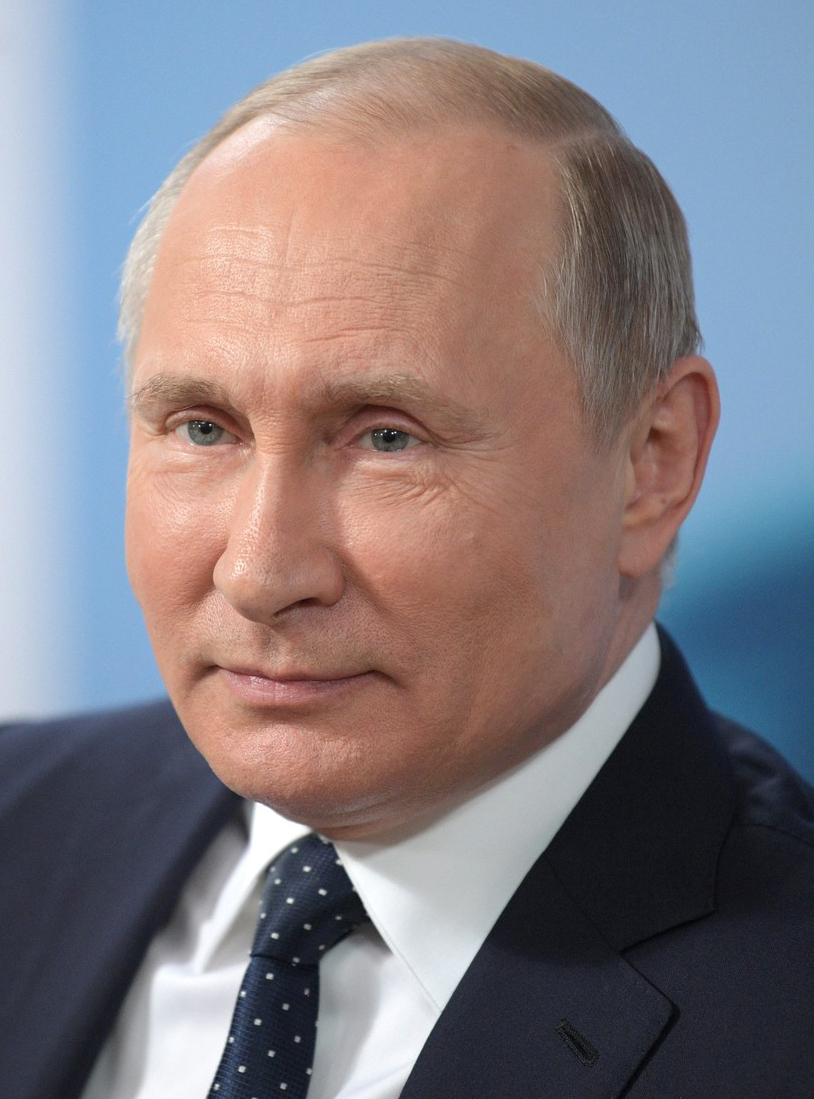
Rússia Vladímir Putin, President
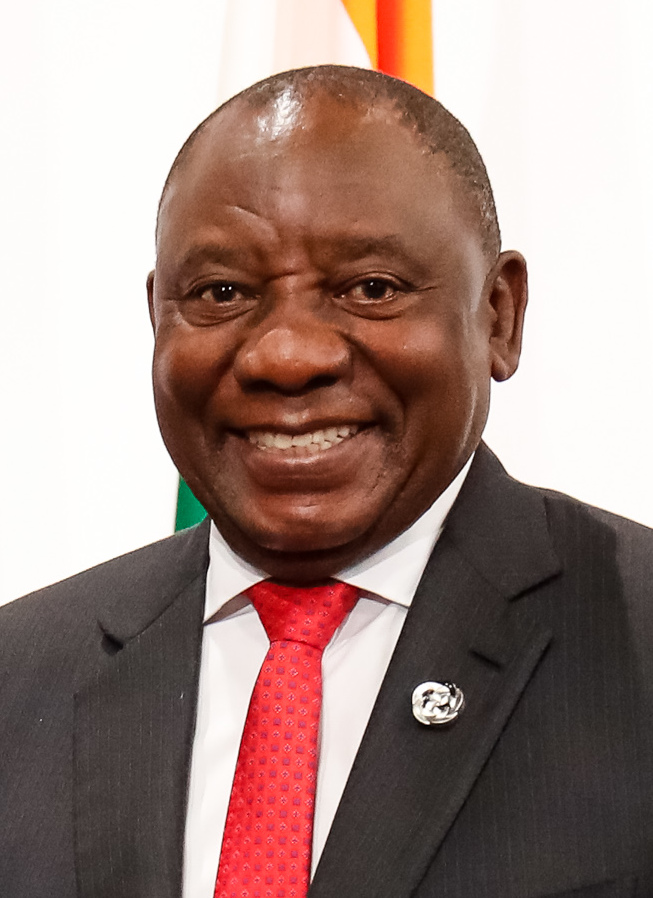
Sud-àfrica Cyril Ramaphosa, President
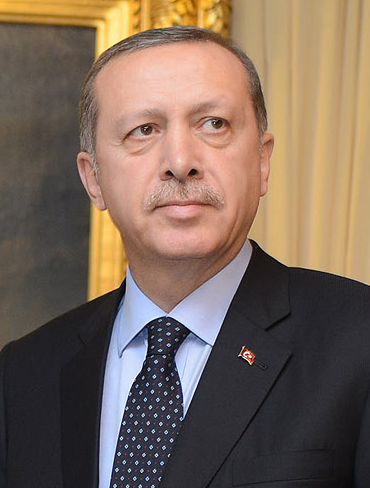
Turquia Recep Tayyip Erdoğan, President
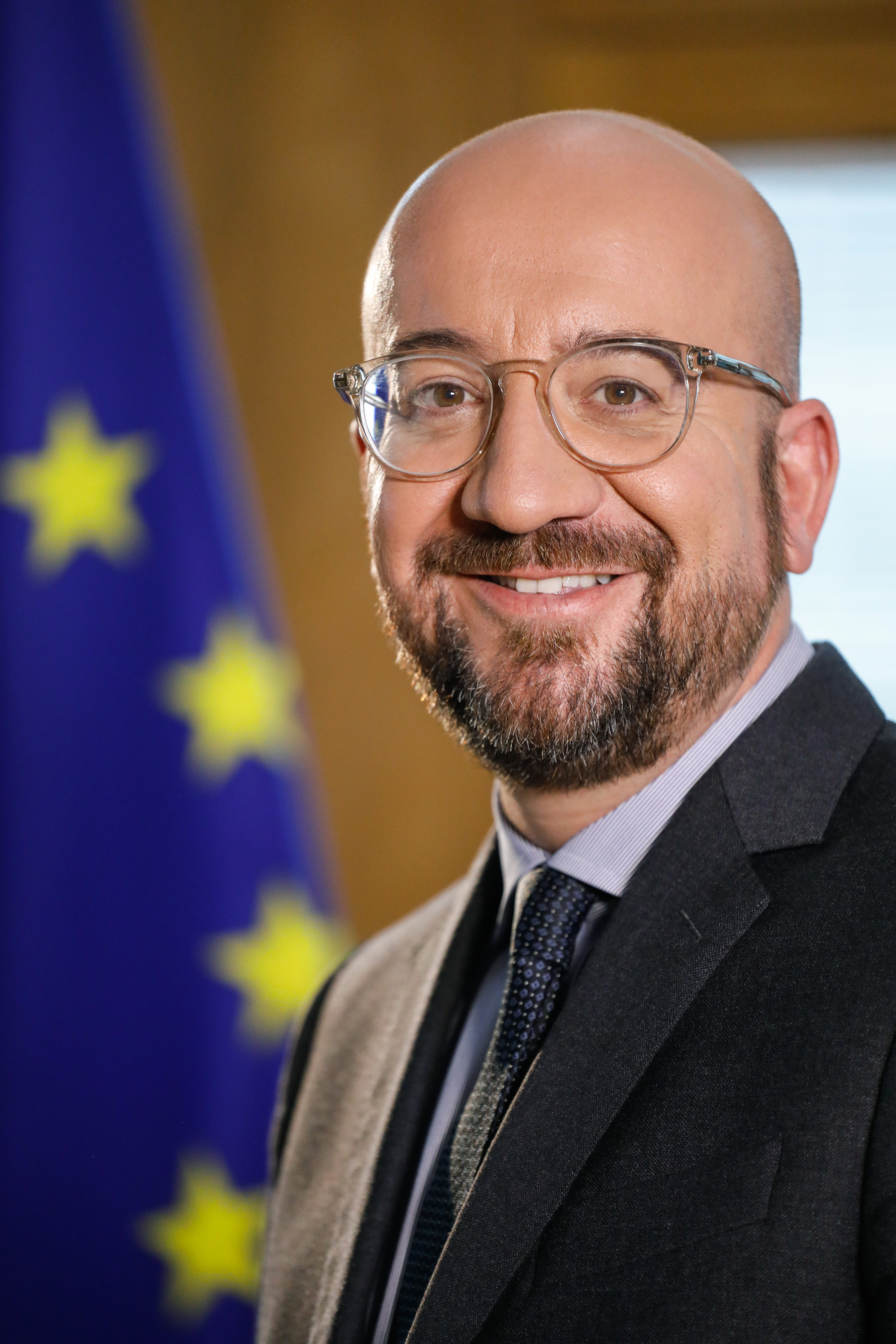
Unió Europea Charles Michel, President del Consell Europeu
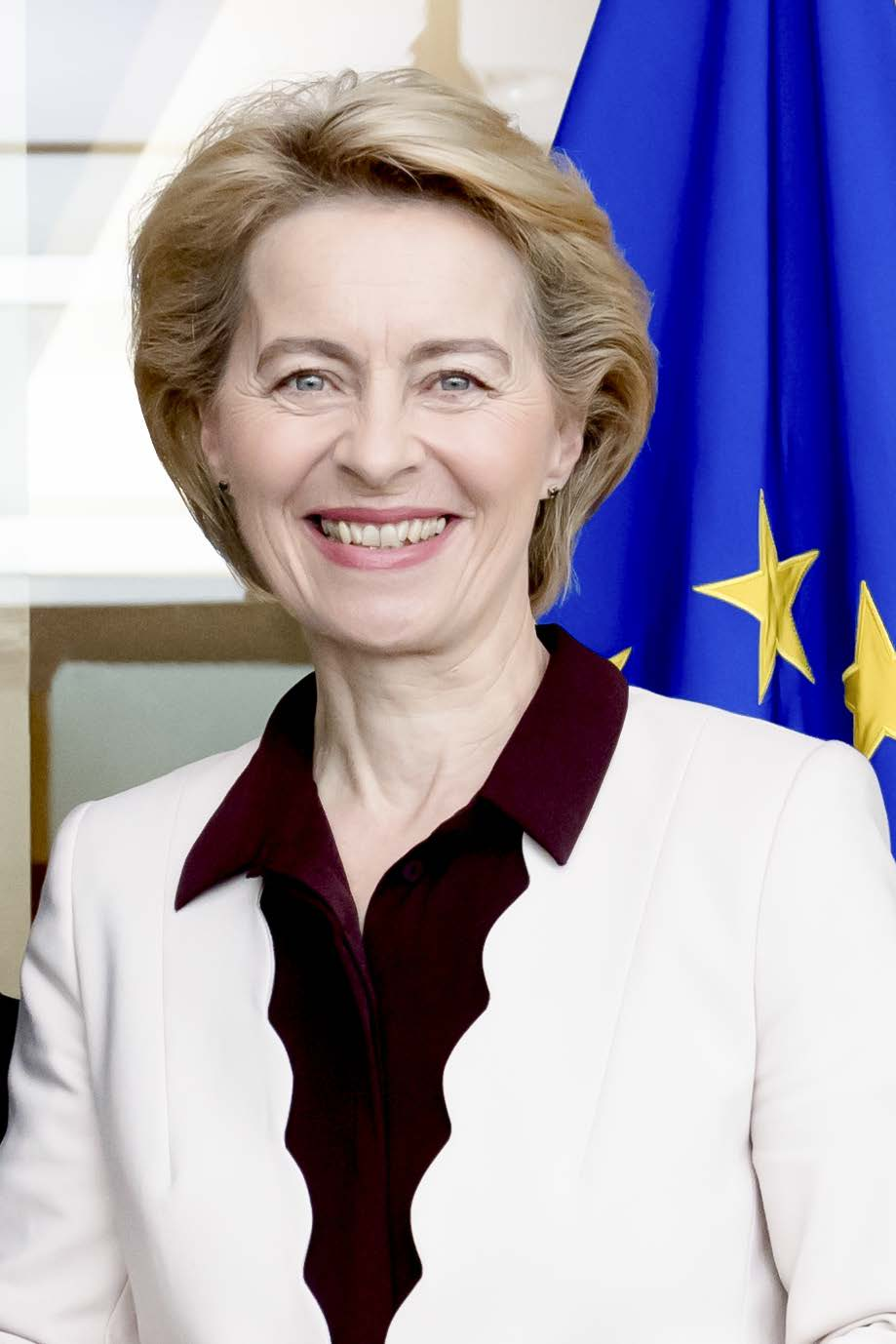
Unió Europea Ursula von der Leyen, Presidenta de la Comissió Europea

### Dades dels països membres
| Membre         | Comerç internacional bil. US$ (2018) | PIB Nom. mil. US$ (2020) | PIB (PPA)mil. US$ (2019) | PIB Nom. per capitaUS$ (2019) | PIB (PPA) per capitaUS$ (2019) | IDH (2019) | Població (2018) | Àrea km²   | P5 | G4 | G7 | BRICS+ | MIKTA | DAC | OECD | C'wth | N11 | OPEC | CIVETS | Classificació d'economia pel FMI |
| -------------- | ------------------------------------ | ------------------------ | ------------------------ | ----------------------------- | ------------------------------ | ---------- | --------------- | ---------- | -- | -- | -- | ------ | ----- | --- | ---- | ----- | --- | ---- | ------ | -------------------------------- |
| Alemanya       | 2.834                                | 3.803.010                | 4.467.238                | 48.670                        | 52.559                         | 0.947      | 82.786.000      | 357.114    | No | Sí | Sí | No     | No    | Sí  | Sí   | No    | No  | No   | No     | Avançada                         |
| Aràbia Saudita | 369.1                                | 701.467                  | 1.924.253                | 23.187                        | 55.944                         | 0.854      | 33.203.000      | 2.149.690  | No | No | No | Sí     | No    | No  | No   | No    | No  | Sí   | No     | Emergents/en desenvolupament     |
| Argentina      | 127                                  | 388.279                  | 920.209                  | 10.667                        | 20.537                         | 0.845      | 44.570.000      | 2.780.400  | No | No | No | No     | No    | No  | No   | No    | No  | No   | No     | Emergent                         |
| Austràlia      | 481.1                                | 1.359.330                | 1.369.392                | 56.698                        | 52.373                         | 0.944      | 25.182.000      | 7.692.024  | No | No | No | No     | Sí    | Sí  | Sí   | Sí    | No  | No   | No     | Avançada                         |
| Brasil         | 650.0                                | 1.434.080                | 3.596.000                | 8.955                         | 17.016                         | 0.765      | 210.869.000     | 8.515.767  | No | Sí | No | Sí     | No    | No  | No   | No    | No  | No   | No     | Emergent                         |
| Canadà         | 910                                  | 1.643.410                | 1.896.725                | 46.733                        | 49.651                         | 0.929      | 37.078.000      | 9.984.670  | No | No | Sí | No     | No    | Sí  | Sí   | Sí    | No  | No   | No     | Avançada                         |
| Corea del Sud  | 1.140.4                              | 1.630.870                | 2.229.779                | 32.046                        | 41.351                         | 0.916      | 51.665.000      | 100.210    | No | No | No | No     | Sí    | Sí  | Sí   | No    | Sí  | No   | No     | Avançada                         |
| Estats Units   | 4.278                                | 20.932.750               | 21.344.667               | 62.606                        | 62.606                         | 0.926      | 328.116.000     | 9.833.517  | Sí | No | Sí | No     | No    | Sí  | Sí   | No    | No  | No   | No     | Avançada                         |
| França         | 1.227.4                              | 2.598.910                | 3.054.599                | 42.931                        | 45.775                         | 0.901      | 65.098.000      | 640.679    | Sí | No | Sí | No     | No    | Sí  | Sí   | No    | No  | No   | No     | Avançada                         |
| Índia          | 830.7                                | 2.708.770                | 11.468.022               | 2.016                         | 7.874                          | 0.645      | 1.334.221.000   | 3.287.263  | No | Sí | No | Sí     | No    | No  | No   | Sí    | No  | No   | No     | Emergent                         |
| Indonèsia      | 368.9                                | 1.059.640                | 3.743.159                | 4.120                         | 13.230                         | 0.718      | 265.316.000     | 1.904.569  | No | No | No | No     | Sí    | No  | No   | No    | Sí  | No   | Sí     | Emergent                         |
| Itàlia         | 1.047.4                              | 1.884.940                | 2.442.144                | 34.349                        | 39.637                         | 0.892      | 60.756.000      | 301.336    | No | No | Sí | No     | No    | Sí  | Sí   | No    | No  | No   | No     | Avançada                         |
| Japó           | 1.486.6                              | 5.048.690                | 5.749.550                | 39.306                        | 44.227                         | 0.919      | 126.431.000     | 377.930    | No | Sí | Sí | No     | No    | Sí  | Sí   | No    | No  | No   | No     | Avançada                         |
| Mèxic          | 915.2                                | 1.076.160                | 2.658.041                | 9.807                         | 20.602                         | 0.779      | 124.738.000     | 1.964.375  | No | No | No | No     | Sí    | No  | Sí   | No    | Sí  | No   | No     | Emergent                         |
| Regne Unit     | 1.157.1                              | 2.710.970                | 3.128.185                | 42.261                        | 45.705                         | 0.932      | 66.466.000      | 242.495    | Sí | No | Sí | No     | No    | Sí  | Sí   | Sí    | No  | No   | No     | Avançada                         |
| Rússia         | 687.5                                | 1.473.580                | 4.135.000                | 11.601                        | 28.184                         | 0.824      | 146.850.200     | 17.098.242 | Sí | No | No | Sí     | No    | No  | No   | No    | No  | No   | No     | Emergent                         |
| Sud-àfrica     | 187.8                                | 302.114                  | 875.100                  | 6.560                         | 15.239                         | 0.709      | 57.420.000      | 1.221.037  | No | No | No | Sí     | No    | No  | No   | Sí    | No  | No   | Sí     | Emergents/en desenvolupament     |
| Turquia        | 391                                  | 719.537                  | 2.274.072                | 9.346                         | 27.956                         | 0.820      | 71.867.000      | 783.562    | No | No | No | No     | Sí    | No  | Sí   | No    | Sí  | No   | Sí     | Emergent                         |
| Xina           | 4.629                                | 14.722.840               | 27.331.166               | 10.276                        | 18.110                         | 0.761      | 1.396.982.000   | 9.596.960  | Sí | No | No | Sí     | No    | No  | No   | No    | No  | No   | No     | Emergent                         |
| Unió Europea   |                                      | 15.167.820               | 22.761.233               | 33.715                        | 41.091                         | 0.900      | 512.600.000     | 4.233.262  | No | No | Sí | No     | No    | Sí  | No   | No    | No  | No   | No     |                                  |